# 菊地身智雄
菊地 身智雄（きくち みちお、1961年1月30日 - ）は、日本の国土交通技官。専門は港湾政策。国土交通省港湾局長を経て、運輸省出身者としては初となる事務次官級の技監を務めた。慶應義塾大学大学院特任教授、京都大学大学院客員教授等も歴任した。

## 人物・経歴
宮城県名取市出身。宮城県仙台向山高等学校を経て、1983年東北大学工学部土木工学科卒業。1985年東北大学大学院工学研究科土木工学専攻修士課程修了、運輸省（現国土交通省）入省、運輸省港湾局建設課配属。1996年運輸省港湾局海岸・防災課災害対策室補佐官。1997年運輸省港湾局開発課補佐官。2001年国土交通省港湾局環境・技術課環境整備計画室課長補佐（総括）。2002年国土交通省東北地方整備局酒田港工事事務所長。2004年国土交通省関東地方整備局港湾空港部港湾空港企画官。2006年国土交通省港湾局計画課事業企画官。2009年国土交通省港湾局振興課海洋利用開発室長兼民間連携推進室長。2010年国土交通省港湾局総務課危機管理室長。2011年国土交通省近畿地方整備局港湾空港部長。2013年国土交通省港湾局計画課長。2014年国土交通省大臣官房技術参事官。2015年7月31日国土交通省港湾局長。2018年7月31日に旧運輸省出身者としては初となる技監に昇格。2019年7月9日退官、国土交通省顧問。2020年慶應義塾大学大学院政策・メディア研究科特任教授、三井住友海上火災保険顧問、日本風力開発顧問、千葉工業大学審議役、イーレックス顧問。この間京都大学経営管理大学院客員教授も務めた。専門は港湾政策。
運輸省出身ながら初の技監に就任したのは、既存の霞が関の人事慣行にとらわれない菅義偉内閣官房長官の存在を背景として、沖縄県の米軍北部訓練場のヘリパッド移設工事に尽力したことが評価されたとの指摘がある。